# NGC 5505
NGC 5505 ist eine 13,0 mag helle Balken-Spiralgalaxie mit ausgeprägten Emissionslinien vom Hubble-Typ SBa im Sternbild Bärenhüter am Nordsternhimmel. Sie ist schätzungsweise 191 Millionen Lichtjahre von der Milchstraße entfernt und hat einen Durchmesser von etwa 55.000 Lj. Aufgrund ihres ungewöhnlich hellen Kerns wird angenommen, dass es sich bei NGC 5505 um eine Seyfert- oder eine Starburstgalaxie handeln kann.
Das Objekt wurde am 6. Juni 1886 von Lewis A. Swift entdeckt.